# Bruceport
Bruceport az Amerikai Egyesült Államok északnyugati részén, Washington állam Pacific megyéjében elhelyezkedő önkormányzat nélküli település.
A települést 1851 decemberében alapította a Willapa-öbölben kiégett Robert Bruce szkúner legénysége. A korábban a Bruceville nevet viselő helység először osztrigakereskedő helyként szolgált, 1854 és 1860 között pedig a megye székhelye volt. Bruceport névadója I. Róbert skót király (Robert the Bruce).

## Fordítás
- Ez a szócikk részben vagy egészben  a   Bruceport, Washington című angol Wikipédia-szócikk ezen változatának fordításán alapul.  Az eredeti cikk szerkesztőit annak laptörténete sorolja fel. Ez a jelzés csupán a megfogalmazás eredetét és a szerzői jogokat jelzi, nem szolgál a cikkben szereplő információk forrásmegjelöléseként.